# نعوم فايق
نعوم الياس يعقوب بالاخ المعروف ب«نعوم فايق»، (بالسريانية: ܢܥܘܡ ܦܐܝܩ)  شباط 1868 – 5 شباط 1930) مدرس وأديب وصحفي سرياني. كان لديه دور فعال في تأسيس الحركة القومية الآرامية حيث يعرف ب«أبي القومية الآرامية » .

## حياته
ولد نعوم بمدينة آمد (ديار بكر) لعائلة سريانية أرثوذكسية في شباط 1868, ولقب «فايق» من قبل أقرانه. أرسله والده للمدرسة الابتدائية السريانية عند بلوغه السابعة من عمره، وبعدها أنتقل للمدرسة الثانوية التي أسستها «جمعية الشركة الأخوية للسريان القدماء» حيث قضى فيها ثماني سنوات درس خلالها اللغات السريانية والعربية والتركية والفارسية والألحان الكنسية والعلوم الطبيعية والرياضيات ومبادئ اللغة الفرنسية.
عمل كمدرساً للسريانية من عام 1888 وحتى عام 1912 في آمد والرها وحمص. كما زار بذلك الوقت لبنان والقدس حيث كان ينكب على دراسة ما تيسر له من الكتب والمخطوطات الموجودة في خزائن الأديرة والكنائس.
في عام 1908 غُيِر الدستور العثماني ما سمح ببعض الحريات للاقليات القاطنة ضمن الدولة العثمانية فبادر إلى أصدار جريدة كوكب الشرق (كوكب مدنحو) بالسريانية والعربية والتركية، لتكون لسان حال جمعية (الانتباه) التي أسسها قبل عام، فأصبحت تلك الجريدة منبراً لنشر أفكاره القومية وكان في الوقت ذاته يحث على فتح المدارس وتأسيس المطابع والجمعيات السريانية.

## المهجر
خلال الحرب التي شنتها إيطاليا على الدولة العثمانية عام 1911 اشتدت وطأة القمع والاضطهاد على الأقليات المسيحية فعُلِق الدستور وأُلغيت الحريات، فلوحق الأدباء والصحافيون من قبل السلطة. فاضطر للهجرة عام 1912 إلى الولايات المتحدة حيث كان صيته ذائعاً هناك بين الاشوريين من خلال مقالاته، فبدأ بكتابة مقولات في جريدة «انتباه»، (بالسريانية: ܥܝܪܘܬܐ، كوريوثو) التي أسسها جبرائيل بوياجي. كما أسس جرائد أخرى كجريدة بيث نهرين (1916) وجريدة الأتحاد (بالسريانية: ܚܘܝܕܐ ،حويودو) التي لا تزال تصدر إلى الآن في السويد.
تأثر نعوم فايق كثيراً بوفاة زوجته سنة 1927 حيث توفي بعد اصابته بالتهاب رئوي في 5 شباط 1930 في نيو جيرسي. يذكر الأشوريون نعوم فايق في 5 شباط من كل عام، حيث يعتبر هذا اليوم عيداً للصحافة السريانية.
نعاه الفيكونت فيليب دي طرازي:«بين الرجال الخالدين الذين زينوا امتهم بنبوغهم وفضلهم واصالة رأيهم فقيد الامة الآرامية واحد اعلامها اللامعين في القرن العشرين، الأستاذ نعوم فائق طيّب الله ثراه، فبكل حق وصواب اجمعت كلمة أبناء جنسه على وجوب تكريمه بعد وفاته اعلانا لمآثره، واقراراً بحسناته، وقد رأيت ان اضم صوتي الضئيل إلى اصواتهم لئلا ينسب الي التقصير في تأدية فروض الرثاء لهذا الرجل الجليل الذي كان مثال المروءة والدعة والغيرة، كيف لا وهو الذي جاهد قولا وعملا في سبيل لغته بل انعش في ذويه روح التجدد والنهضة القومية».

## أفكاره القومية
على الرغم من نتاجاته الأدبية والفكرية إلا أن طروحاته القومية التي بشر بها حظيت بأكبر الاهتمام لدى المثقفين من الاشوريين، وبدوره هيأت الأجواء السياسية حينذاك لبروز فكر قومي اتسم بالنضج في السنوات التي أعقبت وفاته.
كانت أطروحات نعوم فائق تتسم بالشمولية، لذلك حرص وبشكل دائم على ذكر أبناء مختلف أي؛كنائس السريانية تحت اسم واحد فتارة يذكره بالتسمية الآشورية وتارة بالسريانية والآرامية، وفي كل مرة كان يعني وبوضوح انتماء كافة الطوائف إلى التسمية نفسها كونها تشكل شعباً واحداً أرضه ما بين النهرين، تاريخه وعاداته ولغته مشتركة ومصيره واحد وقضيته واحدة. ولم يكن يتعرض للاعتقادات المذهبية معتبراً أن الوحدة القومية يمكن أن تتم مع الأبقاء على هذه المذاهب طالما أن الأنتماء لهذا المذهب أو ذاك لا يمس ولا يضر بالوحدة القومية للشعب الواحد. ففي إحدى مقالاته يقول:
| نعوم فايق | أن فكرة الاتحاد قد تبدو غريبة لأول وهلة ولكنها ليست صعبة التحقيق إذا عمل أدباء كل طائفة من الطوائف السريانية على تحقيقها بالوسائل المنظمة وذلك بالتفاف جميعها حول مثل أعلى وهو القومية الجامعة, فتصبح هذه الطوائف كلها عندئذٍ قوماً واحداً من ناحية امتداد أصل جميعها إلى منبت واحد. وتعمل معاً متضامنة على إيجاد روابط جنسية متينة تقوم على الأشتراك في الجن والتاريخ واللغة والعادات, وتبقى منفصلة حرة في أمر عقائدها ودينها. | نعوم فايق |